# 李天柱 (红军)
李天柱（1899年—1935年4月），湖南耒阳人，中国工农红军将领。

## 生平
黄埔军校第四期毕业，参加过国民革命军东征和北伐战争。1927年，加入中国共产党，参加南昌起义。1928年1月，参加湘南起义，任耒阳县苏维埃政府军事委员会主席。1928年4月，随朱德上井冈山，任红四军十师二十八团营长。1929年起，随红四军转战赣南、闽西，历任红六军第二纵队五支队支队长、第二纵队纵队长、纵队司令员。1931年春起，调任湘东南独立师师长、湘赣军区第一指挥部指挥兼独立第一师师长。1932年2月，任湘赣红八军军长兼湘赣省军区副总指挥，后又任中共湘赣省委军委书记。1933年春，到瑞金红军大学学习，改任红军大学第四分校教育长。1934年10月，红军长征后，留在赣南坚持游击战争。1935年4月，在江西寻乌作战中阵亡。